# Eleições legislativas portuguesas de 2024 no distrito de Faro
| Eleições legislativas portuguesas de 2024 Distritos: Aveiro \| Beja \| Braga \| Bragança \| Castelo Branco \| Coimbra \| Évora \| Faro \| Guarda \| Leiria \| Lisboa \| Portalegre \| Porto \| Santarém \| Setúbal \| Viana do Castelo \| Vila Real \| Viseu \| Açores \| Madeira \| Estrangeiro |

## Resultados por concelho
Os resultados nos concelhos do Distrito de Faro foram os seguintes:

### Albufeira
| Partido                 | Partido                                  | Votos  | %               | +/-   |
| ----------------------- | ---------------------------------------- | ------ | --------------- | ----- |
|                         | CHEGA                                    | 6 774  | 32,61 / 100,00  | 17,40 |
|                         | Aliança Democrática (PPD/PSD-CDS-PP-PPM) | 4 955  | 23,85 / 100,00  | 4,06  |
|                         | Partido Socialista                       | 4 313  | 20,76 / 100,00  | 14,34 |
|                         | Iniciativa Liberal                       | 1 016  | 4,89 / 100,00   | 0,48  |
|                         | Bloco de Esquerda                        | 998    | 4,80 / 100,00   | 0,37  |
|                         | Alternativa Democrática Nacional         | 495    | 2,38 / 100,00   | 1,67  |
|                         | Pessoas–Animais–Natureza                 | 488    | 2,35 / 100,00   | 0,12  |
|                         | Coligação Democrática Unitária (PCP-PEV) | 485    | 2,33 / 100,00   | 1,44  |
|                         | LIVRE                                    | 481    | 2,32 / 100,00   | 1,40  |
|                         | Outros (com menos de 1,00%)              | 302    | 1,45 / 100,00   |       |
| Votos Inválidos         | Votos Inválidos                          | 468    | 2,26 / 100,00   | 0,03  |
| Total                   | Total                                    | 20 775 | 100,00 / 100,00 |       |
| Eleitorado/Participação | Eleitorado/Participação                  | 36 002 | 57,71 / 100,00  | 9,72  |

| Freguesia                 | %     | %     | %     | %    | %    | %    | %    | %    | %    | Votantes | Taxa de Participação |
| Freguesia                 | CH    | AD    | PS    | IL   | BE   | ADN  | PAN  | CDU  | L    | Votantes | Taxa de Participação |
| ------------------------- | ----- | ----- | ----- | ---- | ---- | ---- | ---- | ---- | ---- | -------- | -------------------- |
| Freguesia                 |       |       |       |      |      |      |      |      |      | Votantes | Taxa de Participação |
| Albufeira e Olhos de Água | 32,66 | 24,92 | 19,57 | 4,94 | 4,88 | 2,42 | 2,53 | 2,39 | 2,29 | 13 074   | 54,28                |
| Ferreiras                 | 33,92 | 21,15 | 21,63 | 4,57 | 5,18 | 2,08 | 2,30 | 2,43 | 2,56 | 3 744    | 66,67                |
| Guia                      | 30,76 | 25,11 | 23,59 | 5,20 | 3,81 | 2,74 | 1,61 | 1,35 | 2,20 | 2 230    | 62,59                |
| Paderne                   | 31,73 | 19,98 | 24,20 | 4,81 | 4,69 | 2,26 | 2,03 | 2,95 | 2,08 | 1 727    | 63,14                |
| Albufeira                 | 32,61 | 23,85 | 20,76 | 4,89 | 4,80 | 2,38 | 2,35 | 2,33 | 2,32 | 20 775   | 57,71                |

### Alcoutim
| Partido                 | Partido                                  | Votos | %               | +/-  |
| ----------------------- | ---------------------------------------- | ----- | --------------- | ---- |
|                         | Partido Socialista                       | 527   | 37,59 / 100,00  | 9,33 |
|                         | Aliança Democrática (PPD/PSD-CDS-PP-PPM) | 434   | 30,96 / 100,00  | 1,99 |
|                         | CHEGA                                    | 200   | 14,27 / 100,00  | 7,32 |
|                         | Coligação Democrática Unitária (PCP-PEV) | 53    | 3,78 / 100,00   | 1,02 |
|                         | Bloco de Esquerda                        | 37    | 2,64 / 100,00   | 0,49 |
|                         | Alternativa Democrática Nacional         | 32    | 2,28 / 100,00   | 2,07 |
|                         | Iniciativa Liberal                       | 27    | 1,93 / 100,00   | 0,57 |
|                         | LIVRE                                    | 22    | 1,57 / 100,00   | 1,14 |
|                         | Outros (com menos de 1,00%)              | 27    | 1,93 / 100,00   |      |
| Votos Inválidos         | Votos Inválidos                          | 43    | 3,07 / 100,00   | 0,15 |
| Total                   | Total                                    | 1 402 | 100,00 / 100,00 |      |
| Eleitorado/Participação | Eleitorado/Participação                  | 2 212 | 63,38 / 100,00  | 4,18 |

| Freguesia          | %     | %     | %     | %    | %    | %    | %    | %    | Votantes | Taxa de Participação |
| Freguesia          | PS    | AD    | CH    | CDU  | BE   | ADN  | IL   | L    | Votantes | Taxa de Participação |
| ------------------ | ----- | ----- | ----- | ---- | ---- | ---- | ---- | ---- | -------- | -------------------- |
| Freguesia          |       |       |       |      |      |      |      |      | Votantes | Taxa de Participação |
| Alcoutim e Pereiro | 43,84 | 23,94 | 14,79 | 3,70 | 2,64 | 2,29 | 1,94 | 2,11 | 568      | 64,62                |
| Giões              | 34,65 | 44,55 | 7,92  | 5,94 | 1,98 | 0,99 | 1,98 | 0,99 | 101      | 66,01                |
| Martim Longo       | 26,95 | 38,85 | 16,91 | 4,46 | 2,42 | 2,04 | 1,86 | 1,49 | 538      | 65,21                |
| Vaqueiros          | 50,26 | 22,56 | 8,72  | 1,03 | 3,59 | 3,59 | 2,05 | 0,51 | 195      | 54,93                |
| Alcoutim           | 37,59 | 30,96 | 14,27 | 3,78 | 2,64 | 2,28 | 1,93 | 1,57 | 1 402    | 63,38                |

### Aljezur
| Partido                 | Partido                                  | Votos | %               | +/-   |
| ----------------------- | ---------------------------------------- | ----- | --------------- | ----- |
|                         | Partido Socialista                       | 731   | 27,90 / 100,00  | 15,48 |
|                         | CHEGA                                    | 558   | 21,30 / 100,00  | 12,47 |
|                         | Aliança Democrática (PPD/PSD-CDS-PP-PPM) | 531   | 20,27 / 100,00  | 1,54  |
|                         | Bloco de Esquerda                        | 201   | 7,67 / 100,00   | 1,54  |
|                         | Coligação Democrática Unitária (PCP-PEV) | 135   | 5,15 / 100,00   | 2,55  |
|                         | Iniciativa Liberal                       | 125   | 4,77 / 100,00   | 1,08  |
|                         | LIVRE                                    | 82    | 3,13 / 100,00   | 1,91  |
|                         | Pessoas–Animais–Natureza                 | 71    | 2,71 / 100,00   | 0,32  |
|                         | Alternativa Democrática Nacional         | 56    | 2,14 / 100,00   | 1,42  |
|                         | Outros (com menos de 1,00%)              | 51    | 1,95 / 100,00   |       |
| Votos Inválidos         | Votos Inválidos                          | 79    | 3,02 / 100,00   | 0,23  |
| Total                   | Total                                    | 2 620 | 100,00 / 100,00 |       |
| Eleitorado/Participação | Eleitorado/Participação                  | 4 035 | 64,93 / 100,00  | 10,73 |

| Freguesia | %     | %     | %     | %    | %    | %    | %    | %    | %    | Votantes | Taxa de Participação |
| Freguesia | PS    | CH    | AD    | BE   | CDU  | IL   | L    | PAN  | ADN  | Votantes | Taxa de Participação |
| --------- | ----- | ----- | ----- | ---- | ---- | ---- | ---- | ---- | ---- | -------- | -------------------- |
| Freguesia |       |       |       |      |      |      |      |      |      | Votantes | Taxa de Participação |
| Aljezur   | 27,02 | 21,28 | 22,08 | 8,28 | 4,07 | 4,65 | 3,34 | 2,69 | 2,18 | 1 377    | 64,44                |
| Bordeira  | 32,94 | 18,82 | 20,00 | 4,12 | 5,29 | 4,71 | 1,18 | 2,35 | 2,35 | 170      | 60,71                |
| Odeceixe  | 27,22 | 20,66 | 16,41 | 7,14 | 9,07 | 6,37 | 3,67 | 2,32 | 2,12 | 518      | 67,19                |
| Rogil     | 29,19 | 22,70 | 19,46 | 7,75 | 4,14 | 3,60 | 2,70 | 3,24 | 1,98 | 555      | 65,53                |
| Aljezur   | 27,90 | 21,30 | 20,27 | 7,67 | 5,15 | 4,77 | 3,13 | 2,21 | 2,14 | 2 620    | 64,93                |

### Castro Marim
| Partido                 | Partido                                  | Votos | %               | +/-   |
| ----------------------- | ---------------------------------------- | ----- | --------------- | ----- |
|                         | Partido Socialista                       | 1 097 | 30,68 / 100,00  | 12,52 |
|                         | CHEGA                                    | 1 046 | 29,25 / 100,00  | 15,07 |
|                         | Aliança Democrática (PPD/PSD-CDS-PP-PPM) | 737   | 20,61 / 100,00  | 5,59  |
|                         | Bloco de Esquerda                        | 169   | 4,73 / 100,00   | 0,39  |
|                         | Coligação Democrática Unitária (PCP-PEV) | 93    | 2,60 / 100,00   | 0,90  |
|                         | Iniciativa Liberal                       | 88    | 2,46 / 100,00   | 0,54  |
|                         | LIVRE                                    | 73    | 2,04 / 100,00   | 1,20  |
|                         | Alternativa Democrática Nacional         | 62    | 1,73 / 100,00   | 1,56  |
|                         | Pessoas–Animais–Natureza                 | 50    | 1,40 / 100,00   | 0,26  |
|                         | Outros (com menos de 1,00%)              | 57    | 1,60 / 100,00   |       |
| Votos Inválidos         | Votos Inválidos                          | 104   | 2,91 / 100,00   | 0,42  |
| Total                   | Total                                    | 3 576 | 100,00 / 100,00 |       |
| Eleitorado/Participação | Eleitorado/Participação                  | 5 767 | 62,01 / 100,00  | 10,32 |

| Freguesia    | %     | %     | %     | %    | %    | %    | %    | %    | %    | Votantes | Taxa de Participação |
| Freguesia    | PS    | CH    | AD    | BE   | CDU  | IL   | L    | ADN  | PAN  | Votantes | Taxa de Participação |
| ------------ | ----- | ----- | ----- | ---- | ---- | ---- | ---- | ---- | ---- | -------- | -------------------- |
| Freguesia    |       |       |       |      |      |      |      |      |      | Votantes | Taxa de Participação |
| Altura       | 30,78 | 27,02 | 20,35 | 4,42 | 2,75 | 3,25 | 2,42 | 2,17 | 2,00 | 1 199    | 63,11                |
| Azinhal      | 30,94 | 24,91 | 24,53 | 4,91 | 2,26 | 0,75 | 1,89 | 2,64 | 1,89 | 265      | 63,86                |
| Castro Marim | 29,41 | 32,38 | 19,27 | 5,34 | 2,70 | 2,37 | 2,15 | 1,10 | 1,05 | 1 816    | 61,85                |
| Odeleite     | 37,84 | 22,97 | 26,35 | 2,03 | 1,69 | 1,35 | 0    | 3,04 | 0,68 | 296      | 57,36                |
| Castro Marim | 30,68 | 29,25 | 20,61 | 4,73 | 2,60 | 2,46 | 2,04 | 1,73 | 1,40 | 3 576    | 62,01                |

### Faro
| Partido                 | Partido                                  | Votos  | %               | +/-     |
| ----------------------- | ---------------------------------------- | ------ | --------------- | ------- |
|                         | Partido Socialista                       | 10 150 | 27,37 / 100,00  | 13,02   |
|                         | Aliança Democrática (PPD/PSD-CDS-PP-PPM) | 9 075  | 24,47 / 100,00  | 1,87    |
|                         | CHEGA                                    | 7 974  | 21,50 / 100,00  | 11,86   |
|                         | Bloco de Esquerda                        | 2 334  | 6,29 / 100,00   | 0,06    |
|                         | Iniciativa Liberal                       | 1 984  | 5,35 / 100,00   | Estável |
|                         | LIVRE                                    | 1 410  | 3,80 / 100,00   | 2,54    |
|                         | Coligação Democrática Unitária (PCP-PEV) | 1 205  | 3,25 / 100,00   | 1,69    |
|                         | Pessoas–Animais–Natureza                 | 995    | 2,68 / 100,00   | 0,45    |
|                         | Alternativa Democrática Nacional         | 604    | 1,63 / 100,00   | 1,01    |
|                         | Outros (com menos de 1,00%)              | 422    | 1,13 / 100,00   |         |
| Votos Inválidos         | Votos Inválidos                          | 933    | 2,51 / 100,00   | 0,48    |
| Total                   | Total                                    | 37 086 | 100,00 / 100,00 |         |
| Eleitorado/Participação | Eleitorado/Participação                  | 56 844 | 65,24 / 100,00  | 9,65    |

| Freguesia             | %     | %     | %     | %    | %    | %    | %    | %    | %    | Votantes | Taxa de Participação |
| Freguesia             | PS    | AD    | CH    | BE   | IL   | L    | CDU  | PAN  | ADN  | Votantes | Taxa de Participação |
| --------------------- | ----- | ----- | ----- | ---- | ---- | ---- | ---- | ---- | ---- | -------- | -------------------- |
| Freguesia             |       |       |       |      |      |      |      |      |      | Votantes | Taxa de Participação |
| Conceição e Estoi     | 26,84 | 19,30 | 29,87 | 5,34 | 3,77 | 3,31 | 3,15 | 2,22 | 1,78 | 4 322    | 61,28                |
| Faro (Sé e São Pedro) | 28,22 | 24,98 | 19,77 | 6,71 | 5,57 | 3,83 | 3,14 | 2,73 | 1,58 | 25 514   | 64,96                |
| Montenegro            | 23,56 | 27,63 | 21,57 | 5,48 | 6,39 | 4,68 | 2,24 | 3,07 | 1,72 | 5 277    | 71,89                |
| Santa Bárbara de Nexe | 27,72 | 20,73 | 25,34 | 5,17 | 3,24 | 2,23 | 7,65 | 2,03 | 1,67 | 1 973    | 62,18                |
| Faro                  | 27,37 | 24,47 | 21,50 | 6,29 | 5,35 | 3,80 | 3,25 | 2,68 | 1,63 | 37 086   | 65,24                |

### Lagoa
| Partido                 | Partido                                  | Votos  | %               | +/-   |
| ----------------------- | ---------------------------------------- | ------ | --------------- | ----- |
|                         | CHEGA                                    | 4 022  | 32,14 / 100,00  | 17,02 |
|                         | Partido Socialista                       | 2 971  | 23,74 / 100,00  | 16,42 |
|                         | Aliança Democrática (PPD/PSD-CDS-PP-PPM) | 2 610  | 20,86 / 100,00  | 2,69  |
|                         | Bloco de Esquerda                        | 682    | 5,45 / 100,00   | 0,07  |
|                         | Iniciativa Liberal                       | 610    | 4,87 / 100,00   | 0,30  |
|                         | Coligação Democrática Unitária (PCP-PEV) | 358    | 2,86 / 100,00   | 1,34  |
|                         | LIVRE                                    | 286    | 2,29 / 100,00   | 1,24  |
|                         | Pessoas–Animais–Natureza                 | 274    | 2,19 / 100,00   | 0,22  |
|                         | Alternativa Democrática Nacional         | 246    | 1,97 / 100,00   | 1,32  |
|                         | Outros (com menos de 1,00%)              | 172    | 1,38 / 100,00   |       |
| Votos Inválidos         | Votos Inválidos                          | 282    | 2,25 / 100,00   | 0,11  |
| Total                   | Total                                    | 12 513 | 100,00 / 100,00 |       |
| Eleitorado/Participação | Eleitorado/Participação                  | 18 915 | 66,15 / 100,00  | 11,05 |

| Freguesia          | %     | %     | %     | %    | %    | %    | %    | %    | %    | Votantes | Taxa de Participação |
| Freguesia          | CH    | PS    | AD    | BE   | IL   | CDU  | L    | PAN  | ADN  | Votantes | Taxa de Participação |
| ------------------ | ----- | ----- | ----- | ---- | ---- | ---- | ---- | ---- | ---- | -------- | -------------------- |
| Freguesia          |       |       |       |      |      |      |      |      |      | Votantes | Taxa de Participação |
| Estômbar e Parchal | 34,08 | 23,97 | 17,80 | 6,11 | 4,81 | 3,24 | 2,26 | 2,45 | 1,85 | 5 302    | 69,66                |
| Ferragudo          | 30,12 | 32,63 | 15,16 | 5,82 | 4,72 | 2,91 | 1,61 | 2,01 | 0,90 | 996      | 65,06                |
| Lagoa e Carvoeiro  | 30,69 | 22,05 | 24,22 | 4,77 | 5,20 | 2,69 | 2,40 | 2,07 | 2,24 | 5 174    | 63,93                |
| Porches            | 31,41 | 22,48 | 25,17 | 5,09 | 3,75 | 1,73 | 2,50 | 1,63 | 2,21 | 1 041    | 61,96                |
| Lagoa              | 32,14 | 23,74 | 20,86 | 5,45 | 4,87 | 2,86 | 2,29 | 2,19 | 1,97 | 12 513   | 66,15                |

### Lagos
| Partido                 | Partido                                  | Votos  | %               | +/-   |
| ----------------------- | ---------------------------------------- | ------ | --------------- | ----- |
|                         | Partido Socialista                       | 3 785  | 25,84 / 100,00  | 15,36 |
|                         | CHEGA                                    | 3 589  | 24,50 / 100,00  | 14,62 |
|                         | Aliança Democrática (PPD/PSD-CDS-PP-PPM) | 3 085  | 21,06 / 100,00  | 2,78  |
|                         | Bloco de Esquerda                        | 1 002  | 6,84 / 100,00   | 0,18  |
|                         | Iniciativa Liberal                       | 705    | 4,81 / 100,00   | 0,53  |
|                         | LIVRE                                    | 552    | 3,77 / 100,00   | 2,40  |
|                         | Coligação Democrática Unitária (PCP-PEV) | 551    | 3,76 / 100,00   | 1,98  |
|                         | Pessoas–Animais–Natureza                 | 454    | 3,10 / 100,00   | 0,37  |
|                         | Alternativa Democrática Nacional         | 306    | 2,09 / 100,00   | 1,34  |
|                         | Outros (com menos de 1,00%)              | 220    | 1,50 / 100,00   |       |
| Votos Inválidos         | Votos Inválidos                          | 399    | 2,73 / 100,00   | 0,29  |
| Total                   | Total                                    | 14 648 | 100,00 / 100,00 |       |
| Eleitorado/Participação | Eleitorado/Participação                  | 23 828 | 61,47 / 100,00  | 11,78 |

| Freguesia                     | %     | %     | %     | %    | %    | %    | %    | %    | %    | Votantes | Taxa de Participação |
| Freguesia                     | PS    | CH    | AD    | BE   | IL   | L    | CDU  | PAN  | ADN  | Votantes | Taxa de Participação |
| ----------------------------- | ----- | ----- | ----- | ---- | ---- | ---- | ---- | ---- | ---- | -------- | -------------------- |
| Freguesia                     |       |       |       |      |      |      |      |      |      | Votantes | Taxa de Participação |
| Bensafrim e Barão de São João | 31,27 | 23,09 | 15,09 | 8,00 | 4,04 | 3,59 | 5,84 | 2,96 | 1,80 | 1 113    | 65,43                |
| Luz                           | 25,48 | 27,12 | 21,24 | 6,56 | 4,37 | 3,48 | 2,25 | 3,69 | 2,53 | 1 464    | 62,24                |
| Odiáxere                      | 25,40 | 29,27 | 17,46 | 6,97 | 4,76 | 2,00 | 4,07 | 2,76 | 1,93 | 1 449    | 65,04                |
| São Gonçalo de Lagos          | 25,38 | 23,61 | 22,15 | 6,74 | 4,96 | 4,07 | 3,71 | 3,08 | 2,08 | 10 622   | 60,53                |
| Lagos                         | 25,84 | 24,50 | 21,06 | 6,84 | 4,81 | 3,77 | 3,76 | 3,10 | 2,09 | 14 648   | 61,47                |

### Loulé
| Partido                 | Partido                                  | Votos  | %               | +/-   |
| ----------------------- | ---------------------------------------- | ------ | --------------- | ----- |
|                         | CHEGA                                    | 9 664  | 27,58 / 100,00  | 15,15 |
|                         | Aliança Democrática (PPD/PSD-CDS-PP-PPM) | 8 938  | 25,51 / 100,00  | 3,13  |
|                         | Partido Socialista                       | 8 338  | 23,80 / 100,00  | 14,39 |
|                         | Iniciativa Liberal                       | 1 686  | 4,81 / 100,00   | 0,46  |
|                         | Bloco de Esquerda                        | 1 662  | 4,74 / 100,00   | 0,23  |
|                         | Pessoas–Animais–Natureza                 | 899    | 2,57 / 100,00   | 0,45  |
|                         | Alternativa Democrática Nacional         | 869    | 2,48 / 100,00   | 1,83  |
|                         | LIVRE                                    | 817    | 2,33 / 100,00   | 1,30  |
|                         | Coligação Democrática Unitária (PCP-PEV) | 695    | 1,98 / 100,00   | 1,15  |
|                         | Outros (com menos de 1,00%)              | 486    | 1,39 / 100,00   |       |
| Votos Inválidos         | Votos Inválidos                          | 982    | 2,80 / 100,00   | 0,35  |
| Total                   | Total                                    | 35 036 | 100,00 / 100,00 |       |
| Eleitorado/Participação | Eleitorado/Participação                  | 60 893 | 57,54 / 100,00  | 9,94  |

| Freguesia               | %     | %     | %     | %    | %    | %    | %    | %    | %    | Votantes | Taxa de Participação |
| Freguesia               | CH    | AD    | PS    | IL   | BE   | PAN  | ADN  | L    | CDU  | Votantes | Taxa de Participação |
| ----------------------- | ----- | ----- | ----- | ---- | ---- | ---- | ---- | ---- | ---- | -------- | -------------------- |
| Freguesia               |       |       |       |      |      |      |      |      |      | Votantes | Taxa de Participação |
| Almancil                | 30,08 | 24,25 | 24,34 | 4,53 | 3,67 | 2,85 | 2,59 | 1,61 | 1,88 | 4 524    | 55,07                |
| Alte                    | 22,35 | 17,95 | 36,98 | 2,14 | 5,23 | 0,59 | 3,57 | 1,66 | 3,21 | 841      | 58,20                |
| Ameixial                | 13,06 | 28,38 | 44,59 | 1,35 | 1,80 | 0,45 | 3,15 | 0,45 | 1,80 | 222      | 66,47                |
| Boliqueime              | 30,19 | 26,95 | 20,66 | 4,16 | 3,96 | 2,41 | 2,85 | 1,98 | 1,58 | 2 527    | 63,49                |
| Loulé (São Clemente)    | 25,56 | 23,08 | 25,81 | 5,31 | 6,07 | 2,77 | 1,76 | 3,22 | 2,07 | 9 500    | 60,42                |
| Loulé (São Sebastião)   | 25,97 | 26,13 | 24,46 | 5,62 | 4,63 | 2,33 | 2,41 | 2,77 | 1,86 | 3 823    | 60,07                |
| Quarteira               | 30,00 | 28,32 | 19,78 | 4,96 | 4,25 | 2,71 | 2,67 | 2,01 | 1,83 | 11 044   | 53,78                |
| Querença, Tôr e Benafim | 25,43 | 23,02 | 28,76 | 3,26 | 4,19 | 1,78 | 3,57 | 2,02 | 2,79 | 1 290    | 61,58                |
| Salir                   | 20,63 | 26,01 | 28,62 | 3,64 | 5,61 | 2,29 | 3,40 | 1,50 | 2,61 | 1 265    | 57,45                |
| Loulé                   | 27,58 | 25,51 | 23,80 | 4,81 | 4,74 | 2,57 | 2,48 | 2,33 | 1,98 | 35 036   | 57,54                |

### Monchique
| Partido                 | Partido                                  | Votos | %               | +/-   |
| ----------------------- | ---------------------------------------- | ----- | --------------- | ----- |
|                         | Partido Socialista                       | 1 024 | 34,34 / 100,00  | 14,51 |
|                         | Aliança Democrática (PPD/PSD-CDS-PP-PPM) | 766   | 25,69 / 100,00  | 1,21  |
|                         | CHEGA                                    | 503   | 16,87 / 100,00  | 11,02 |
|                         | Bloco de Esquerda                        | 151   | 5,06 / 100,00   | 0,93  |
|                         | Coligação Democrática Unitária (PCP-PEV) | 125   | 4,19 / 100,00   | 1,19  |
|                         | Iniciativa Liberal                       | 76    | 2,55 / 100,00   | 0,39  |
|                         | LIVRE                                    | 67    | 2,25 / 100,00   | 1,59  |
|                         | Pessoas–Animais–Natureza                 | 57    | 1,91 / 100,00   | 0,70  |
|                         | Alternativa Democrática Nacional         | 47    | 1,58 / 100,00   | 1,07  |
|                         | Outros (com menos de 1,00%)              | 45    | 1,50 / 100,00   |       |
| Votos Inválidos         | Votos Inválidos                          | 121   | 4,05 / 100,00   | 0,79  |
| Total                   | Total                                    | 2 982 | 100,00 / 100,00 |       |
| Eleitorado/Participação | Eleitorado/Participação                  | 4 316 | 69,09 / 100,00  | 7,66  |

| Freguesia | %     | %     | %     | %    | %    | %    | %    | %    | %    | Votantes | Taxa de Participação |
| Freguesia | PS    | AD    | CH    | BE   | CDU  | IL   | L    | PAN  | ADN  | Votantes | Taxa de Participação |
| --------- | ----- | ----- | ----- | ---- | ---- | ---- | ---- | ---- | ---- | -------- | -------------------- |
| Freguesia |       |       |       |      |      |      |      |      |      | Votantes | Taxa de Participação |
| Alferce   | 39,55 | 27,68 | 9,60  | 6,21 | 2,82 | 2,82 | 0,56 | 2,26 | 1,69 | 177      | 65,80                |
| Marmelete | 35,14 | 33,14 | 14,57 | 2,00 | 3,43 | 2,57 | 1,14 | 1,43 | 1,43 | 350      | 65,42                |
| Monchique | 33,85 | 24,48 | 17,72 | 5,42 | 4,40 | 2,53 | 2,53 | 1,96 | 1,59 | 2 455    | 69,90                |
| Monchique | 34,34 | 25,69 | 16,87 | 5,06 | 4,19 | 2,55 | 2,25 | 1,91 | 1,58 | 2 982    | 69,09                |

### Olhão
| Partido                 | Partido                                  | Votos  | %               | +/-   |
| ----------------------- | ---------------------------------------- | ------ | --------------- | ----- |
|                         | CHEGA                                    | 6 625  | 29,33 / 100,00  | 15,53 |
|                         | Partido Socialista                       | 6 027  | 26,68 / 100,00  | 14,54 |
|                         | Aliança Democrática (PPD/PSD-CDS-PP-PPM) | 4 251  | 18,82 / 100,00  | 3,19  |
|                         | Bloco de Esquerda                        | 1 395  | 6,18 / 100,00   | 0,24  |
|                         | Iniciativa Liberal                       | 970    | 4,29 / 100,00   | 0,06  |
|                         | Coligação Democrática Unitária (PCP-PEV) | 698    | 3,09 / 100,00   | 1,63  |
|                         | Pessoas–Animais–Natureza                 | 679    | 3,01 / 100,00   | 0,31  |
|                         | LIVRE                                    | 535    | 2,37 / 100,00   | 1,41  |
|                         | Alternativa Democrática Nacional         | 412    | 1,82 / 100,00   | 1,30  |
|                         | Outros (com menos de 1,00%)              | 377    | 1,67 / 100,00   |       |
| Votos Inválidos         | Votos Inválidos                          | 622    | 2,76 / 100,00   | 0,42  |
| Total                   | Total                                    | 22 591 | 100,00 / 100,00 |       |
| Eleitorado/Participação | Eleitorado/Participação                  | 37 572 | 60,13 / 100,00  | 12,17 |

| Freguesia             | %     | %     | %     | %    | %    | %    | %    | %    | %    | Votantes | Taxa de Participação |
| Freguesia             | CH    | PS    | AD    | BE   | IL   | CDU  | PAN  | L    | ADN  | Votantes | Taxa de Participação |
| --------------------- | ----- | ----- | ----- | ---- | ---- | ---- | ---- | ---- | ---- | -------- | -------------------- |
| Freguesia             |       |       |       |      |      |      |      |      |      | Votantes | Taxa de Participação |
| Moncarapacho e Fuseta | 28,71 | 26,91 | 20,41 | 5,84 | 3,85 | 2,73 | 2,54 | 2,12 | 2,10 | 4 723    | 62,41                |
| Olhão                 | 28,44 | 28,71 | 17,17 | 6,46 | 4,29 | 3,05 | 3,28 | 2,67 | 1,53 | 7 042    | 56,63                |
| Pechão                | 26,28 | 25,87 | 20,53 | 5,85 | 4,98 | 3,90 | 2,41 | 2,16 | 2,77 | 1 948    | 65,00                |
| Quelfes               | 31,02 | 25,12 | 18,90 | 6,20 | 4,38 | 3,13 | 3,17 | 2,31 | 1,70 | 8 878    | 60,93                |
| Olhão                 | 29,33 | 26,68 | 18,82 | 6,18 | 4,29 | 3,09 | 3,01 | 2,37 | 1,82 | 22 591   | 60,13                |

### Portimão
| Partido                 | Partido                                  | Votos  | %               | +/-   |
| ----------------------- | ---------------------------------------- | ------ | --------------- | ----- |
|                         | CHEGA                                    | 9 705  | 30,53 / 100,00  | 16,33 |
|                         | Partido Socialista                       | 7 326  | 23,04 / 100,00  | 14,23 |
|                         | Aliança Democrática (PPD/PSD-CDS-PP-PPM) | 6 832  | 21,49 / 100,00  | 3,68  |
|                         | Bloco de Esquerda                        | 1 939  | 6,10 / 100,00   | 0,52  |
|                         | Iniciativa Liberal                       | 1 606  | 5,05 / 100,00   | 0,26  |
|                         | LIVRE                                    | 927    | 2,92 / 100,00   | 1,85  |
|                         | Pessoas–Animais–Natureza                 | 859    | 2,70 / 100,00   | 0,36  |
|                         | Coligação Democrática Unitária (PCP-PEV) | 801    | 2,52 / 100,00   | 1,71  |
|                         | Alternativa Democrática Nacional         | 680    | 2,14 / 100,00   | 1,50  |
|                         | Outros (com menos de 1,00%)              | 398    | 1,25 / 100,00   |       |
| Votos Inválidos         | Votos Inválidos                          | 718    | 2,26 / 100,00   | 0,24  |
| Total                   | Total                                    | 31 791 | 100,00 / 100,00 |       |
| Eleitorado/Participação | Eleitorado/Participação                  | 50 179 | 63,36 / 100,00  | 10,83 |

| Freguesia          | %     | %     | %     | %    | %    | %    | %    | %    | %    | Votantes | Taxa de Participação |
| Freguesia          | CH    | PS    | AD    | BE   | IL   | L    | PAN  | CDU  | ADN  | Votantes | Taxa de Participação |
| ------------------ | ----- | ----- | ----- | ---- | ---- | ---- | ---- | ---- | ---- | -------- | -------------------- |
| Freguesia          |       |       |       |      |      |      |      |      |      | Votantes | Taxa de Participação |
| Alvor              | 30,97 | 22,13 | 21,51 | 6,08 | 5,57 | 3,07 | 2,95 | 2,59 | 1,90 | 3 520    | 67,61                |
| Mexilhoeira Grande | 29,87 | 28,19 | 15,26 | 7,26 | 4,89 | 1,51 | 2,90 | 3,29 | 2,29 | 2 313    | 68,76                |
| Portimão           | 30,53 | 22,71 | 22,04 | 6,00 | 5,00 | 3,02 | 2,65 | 2,44 | 2,16 | 25 958   | 62,39                |
| Portimão           | 30,53 | 23,04 | 21,49 | 6,10 | 5,05 | 2,92 | 2,70 | 2,52 | 2,14 | 31 791   | 63,36                |

### São Brás de Alportel
| Partido                 | Partido                                  | Votos | %               | +/-   |
| ----------------------- | ---------------------------------------- | ----- | --------------- | ----- |
|                         | Partido Socialista                       | 1 492 | 25,93 / 100,00  | 14,15 |
|                         | CHEGA                                    | 1 410 | 24,51 / 100,00  | 13,62 |
|                         | Aliança Democrática (PPD/PSD-CDS-PP-PPM) | 1 383 | 24,04 / 100,00  | 4,74  |
|                         | Bloco de Esquerda                        | 330   | 5,74 / 100,00   | 0,52  |
|                         | Iniciativa Liberal                       | 257   | 4,47 / 100,00   | 0,22  |
|                         | LIVRE                                    | 177   | 3,08 / 100,00   | 2,11  |
|                         | Pessoas–Animais–Natureza                 | 156   | 2,71 / 100,00   | 0,96  |
|                         | Alternativa Democrática Nacional         | 143   | 2,49 / 100,00   | 2,14  |
|                         | Coligação Democrática Unitária (PCP-PEV) | 132   | 2,29 / 100,00   | 1,70  |
|                         | Outros (com menos de 1,00%)              | 103   | 1,79 / 100,00   |       |
| Votos Inválidos         | Votos Inválidos                          | 170   | 3,95 / 100,00   | 1,32  |
| Total                   | Total                                    | 5 753 | 100,00 / 100,00 |       |
| Eleitorado/Participação | Eleitorado/Participação                  | 9 320 | 61,73 / 100,00  | 9,04  |

| Freguesia            | %     | %     | %     | %    | %    | %    | %    | %    | %    | Votantes | Taxa de Participação |
| Freguesia            | PS    | CH    | AD    | BE   | IL   | L    | PAN  | ADN  | CDU  | Votantes | Taxa de Participação |
| -------------------- | ----- | ----- | ----- | ---- | ---- | ---- | ---- | ---- | ---- | -------- | -------------------- |
| Freguesia            |       |       |       |      |      |      |      |      |      | Votantes | Taxa de Participação |
| São Brás de Alportel | 25,93 | 24,51 | 24,04 | 5,74 | 4,47 | 3,08 | 2,71 | 2,49 | 2,29 | 5 753    | 61,73                |
| São Brás de Alportel | 25,93 | 24,51 | 24,04 | 5,74 | 4,47 | 3,08 | 2,71 | 2,49 | 2,29 | 5 753    | 61,73                |

### Silves
| Partido                 | Partido                                  | Votos  | %               | +/-   |
| ----------------------- | ---------------------------------------- | ------ | --------------- | ----- |
|                         | CHEGA                                    | 5 796  | 29,97 / 100,00  | 16,43 |
|                         | Partido Socialista                       | 4 617  | 23,87 / 100,00  | 15,08 |
|                         | Aliança Democrática (PPD/PSD-CDS-PP-PPM) | 3 746  | 19,37 / 100,00  | 2,75  |
|                         | Coligação Democrática Unitária (PCP-PEV) | 1 153  | 5,96 / 100,00   | 2,70  |
|                         | Bloco de Esquerda                        | 1 094  | 5,66 / 100,00   | 0,26  |
|                         | Iniciativa Liberal                       | 753    | 3,89 / 100,00   | 0,23  |
|                         | Pessoas–Animais–Natureza                 | 473    | 2,45 / 100,00   | 0,59  |
|                         | LIVRE                                    | 443    | 2,29 / 100,00   | 1,18  |
|                         | Alternativa Democrática Nacional         | 395    | 2,04 / 100,00   | 1,43  |
|                         | Outros (com menos de 1,00%)              | 329    | 1,71 / 100,00   |       |
| Votos Inválidos         | Votos Inválidos                          | 540    | 2,79 / 100,00   | 0,37  |
| Total                   | Total                                    | 19 339 | 100,00 / 100,00 |       |
| Eleitorado/Participação | Eleitorado/Participação                  | 30 659 | 63,08 / 100,00  | 11,06 |

| Freguesia                  | %     | %     | %     | %    | %    | %    | %    | %    | %    | Votantes | Taxa de Participação |
| Freguesia                  | CH    | PS    | AD    | CDU  | BE   | IL   | PAN  | L    | ADN  | Votantes | Taxa de Participação |
| -------------------------- | ----- | ----- | ----- | ---- | ---- | ---- | ---- | ---- | ---- | -------- | -------------------- |
| Freguesia                  |       |       |       |      |      |      |      |      |      | Votantes | Taxa de Participação |
| Alcantarilha e Pêra        | 31,76 | 23,43 | 20,78 | 4,72 | 5,31 | 3,53 | 2,66 | 1,94 | 1,98 | 2 522    | 63,13                |
| Algoz e Tunes              | 36,10 | 20,20 | 18,28 | 3,32 | 6,12 | 4,45 | 2,66 | 2,55 | 1,47 | 3 529    | 66,84                |
| Armação de Pêra            | 29,35 | 21,73 | 25,36 | 3,01 | 5,62 | 3,34 | 2,94 | 2,25 | 2,50 | 2 756    | 56,20                |
| São Bartolomeu de Messines | 29,14 | 25,78 | 18,11 | 7,38 | 4,98 | 3,21 | 2,14 | 1,98 | 2,31 | 4 201    | 62,66                |
| São Marcos da Serra        | 25,49 | 27,79 | 16,99 | 9,20 | 5,31 | 1,24 | 1,77 | 1,77 | 3,54 | 565      | 62,57                |
| Silves                     | 26,78 | 25,56 | 17,71 | 8,19 | 6,07 | 4,73 | 2,58 | 2,27 | 1,86 | 5 766    | 64,98                |
| Silves                     | 29,97 | 23,87 | 19,37 | 5,96 | 5,66 | 3,89 | 2,45 | 2,29 | 2,04 | 19 339   | 63,08                |

### Tavira
| Partido                 | Partido                                  | Votos  | %               | +/-   |
| ----------------------- | ---------------------------------------- | ------ | --------------- | ----- |
|                         | Partido Socialista                       | 3 955  | 28,98 / 100,00  | 14,22 |
|                         | Aliança Democrática (PPD/PSD-CDS-PP-PPM) | 3 246  | 23,78 / 100,00  | 3,24  |
|                         | CHEGA                                    | 3 087  | 22,62 / 100,00  | 12,11 |
|                         | Bloco de Esquerda                        | 844    | 6,18 / 100,00   | 0,42  |
|                         | Iniciativa Liberal                       | 515    | 3,77 / 100,00   | 0,20  |
|                         | LIVRE                                    | 373    | 2,73 / 100,00   | 1,53  |
|                         | Alternativa Democrática Nacional         | 347    | 2,54 / 100,00   | 2,22  |
|                         | Coligação Democrática Unitária (PCP-PEV) | 344    | 2,52 / 100,00   | 1,10  |
|                         | Pessoas–Animais–Natureza                 | 305    | 2,23 / 100,00   | 0,78  |
|                         | Outros (com menos de 1,00%)              | 240    | 1,75 / 100,00   |       |
| Votos Inválidos         | Votos Inválidos                          | 392    | 2,88 / 100,00   | 0,49  |
| Total                   | Total                                    | 13 648 | 100,00 / 100,00 |       |
| Eleitorado/Participação | Eleitorado/Participação                  | 21 319 | 64,02 / 100,00  | 10,21 |

| Freguesia                        | %     | %     | %     | %    | %    | %    | %    | %    | %    | Votantes | Taxa de Participação |
| Freguesia                        | PS    | AD    | CH    | BE   | IL   | L    | ADN  | CDU  | PAN  | Votantes | Taxa de Participação |
| -------------------------------- | ----- | ----- | ----- | ---- | ---- | ---- | ---- | ---- | ---- | -------- | -------------------- |
| Freguesia                        |       |       |       |      |      |      |      |      |      | Votantes | Taxa de Participação |
| Cachopo                          | 38,06 | 32,39 | 12,15 | 2,02 | 0,40 | 0,40 | 4,86 | 4,05 | 0,40 | 247      | 54,41                |
| Conceição e Cabanas de Tavira    | 27,94 | 22,19 | 24,25 | 7,19 | 3,44 | 3,56 | 1,69 | 2,50 | 2,81 | 1 600    | 63,04                |
| Luz de Tavira e Santo Estêvão    | 30,26 | 20,69 | 23,93 | 5,54 | 3,37 | 1,86 | 2,84 | 2,39 | 2,30 | 2 257    | 63,24                |
| Santa Catarina da Fonte do Bispo | 34,77 | 22,73 | 18,06 | 4,42 | 3,81 | 2,58 | 3,93 | 2,09 | 1,97 | 814      | 64,14                |
| Santa Luzia                      | 33,45 | 18,79 | 23,15 | 7,15 | 3,27 | 2,30 | 1,82 | 3,88 | 2,79 | 825      | 66,11                |
| Tavira (Santa Maria e Santiago)  | 27,48 | 25,35 | 22,66 | 6,38 | 4,11 | 2,95 | 2,49 | 2,42 | 2,13 | 7 905    | 64,58                |
| Tavira                           | 28,98 | 23,78 | 22,62 | 6,18 | 3,77 | 2,73 | 2,54 | 2,52 | 2,23 | 13 648   | 64,02                |

### Vila do Bispo
| Partido                 | Partido                                  | Votos | %               | +/-   |
| ----------------------- | ---------------------------------------- | ----- | --------------- | ----- |
|                         | Partido Socialista                       | 717   | 28,63 / 100,00  | 14,25 |
|                         | CHEGA                                    | 566   | 22,60 / 100,00  | 14,34 |
|                         | Aliança Democrática (PPD/PSD-CDS-PP-PPM) | 546   | 21,81 / 100,00  | 3,06  |
|                         | Bloco de Esquerda                        | 191   | 7,36 / 100,00   | 0,24  |
|                         | Coligação Democrática Unitária (PCP-PEV) | 92    | 3,67 / 100,00   | 2,76  |
|                         | Iniciativa Liberal                       | 89    | 3,55 / 100,00   | 0,27  |
|                         | Pessoas–Animais–Natureza                 | 79    | 3,15 / 100,00   | 1,14  |
|                         | LIVRE                                    | 59    | 2,36 / 100,00   | 1,22  |
|                         | Alternativa Democrática Nacional         | 51    | 2,04 / 100,00   | 1,31  |
|                         | Outros (com menos de 1,00%)              | 45    | 1,80 / 100,00   |       |
| Votos Inválidos         | Votos Inválidos                          | 69    | 2,76 / 100,00   | 0,66  |
| Total                   | Total                                    | 2 504 | 100,00 / 100,00 |       |
| Eleitorado/Participação | Eleitorado/Participação                  | 3 844 | 65,14 / 100,00  | 8,98  |

| Freguesia                 | %     | %     | %     | %     | %    | %    | %    | %    | %    | Votantes | Taxa de Participação |
| Freguesia                 | PS    | CH    | AD    | BE    | CDU  | IL   | PAN  | L    | ADN  | Votantes | Taxa de Participação |
| ------------------------- | ----- | ----- | ----- | ----- | ---- | ---- | ---- | ---- | ---- | -------- | -------------------- |
| Freguesia                 |       |       |       |       |      |      |      |      |      | Votantes | Taxa de Participação |
| Barão de São Miguel       | 34,16 | 21,29 | 11,39 | 10,40 | 3,96 | 1,49 | 2,48 | 3,47 | 2,48 | 202      | 75,37                |
| Budens                    | 29,25 | 24,06 | 21,61 | 7,06  | 3,60 | 4,18 | 2,16 | 2,59 | 1,44 | 694      | 66,10                |
| Sagres                    | 28,75 | 23,11 | 21,94 | 6,39  | 3,73 | 3,94 | 3,62 | 2,45 | 1,92 | 939      | 61,98                |
| Vila do Bispo e Raposeira | 26,16 | 20,78 | 24,96 | 9,12  | 3,59 | 2,99 | 3,74 | 1,64 | 2,69 | 669      | 66,17                |
| Vila do Bispo             | 28,63 | 22,60 | 21,81 | 7,63  | 3,67 | 3,55 | 3,15 | 2,36 | 2,04 | 2 504    | 65,14                |

### Vila Real de Santo António
| Partido                 | Partido                                  | Votos  | %               | +/-     |
| ----------------------- | ---------------------------------------- | ------ | --------------- | ------- |
|                         | Partido Socialista                       | 3 053  | 30,75 / 100,00  | 16,01   |
|                         | CHEGA                                    | 2 709  | 27,28 / 100,00  | 15,18   |
|                         | Aliança Democrática (PPD/PSD-CDS-PP-PPM) | 1 750  | 17,63 / 100,00  | 1,95    |
|                         | Coligação Democrática Unitária (PCP-PEV) | 598    | 6,02 / 100,00   | 1,71    |
|                         | Bloco de Esquerda                        | 550    | 5,54 / 100,00   | Estável |
|                         | Iniciativa Liberal                       | 254    | 2,56 / 100,00   | 0,05    |
|                         | Pessoas–Animais–Natureza                 | 247    | 2,49 / 100,00   | 0,61    |
|                         | LIVRE                                    | 197    | 1,98 / 100,00   | 1,01    |
|                         | Alternativa Democrática Nacional         | 181    | 1,82 / 100,00   | 1,45    |
|                         | Outros (com menos de 1,00%)              | 126    | 1,26 / 100,00   |         |
| Votos Inválidos         | Votos Inválidos                          | 264    | 2,66 / 100,00   | 0,93    |
| Total                   | Total                                    | 9 929  | 100,00 / 100,00 |         |
| Eleitorado/Participação | Eleitorado/Participação                  | 16 881 | 58,82 / 100,00  | 11,82   |

| Freguesia                  | %     | %     | %     | %    | %    | %    | %    | %    | %    | Votantes | Taxa de Participação |
| Freguesia                  | PS    | CH    | AD    | CDU  | BE   | IL   | PAN  | L    | ADN  | Votantes | Taxa de Participação |
| -------------------------- | ----- | ----- | ----- | ---- | ---- | ---- | ---- | ---- | ---- | -------- | -------------------- |
| Freguesia                  |       |       |       |      |      |      |      |      |      | Votantes | Taxa de Participação |
| Monte Gordo                | 29,35 | 33,64 | 15,73 | 6,58 | 4,52 | 1,77 | 1,26 | 2,06 | 1,95 | 1 748    | 54,42                |
| Vila Nova de Cacela        | 30,37 | 25,26 | 21,03 | 3,56 | 5,39 | 3,03 | 2,31 | 2,17 | 2,31 | 2 078    | 61,77                |
| Vila Real de Santo António | 31,28 | 26,15 | 17,01 | 6,70 | 5,88 | 2,62 | 2,90 | 1,90 | 1,62 | 6 103    | 59,22                |
| Vila Real de Santo António | 30,75 | 27,28 | 17,63 | 6,02 | 5,54 | 2,56 | 2,49 | 1,98 | 1,82 | 9 929    | 58,82                |

## Lista de Deputados Eleitos
A lista apresentada é conforme a aplicação do Método D'Hondt:
| N.º | Nome                                     | Partido | Partido            | Partido                       | Quociente  |
| --- | ---------------------------------------- | ------- | ------------------ | ----------------------------- | ---------- |
| 1   | Pedro Pinto                              |         | CHEGA              | CHEGA                         | 64228      |
| 2   | Jamila Madeira                           |         | Partido Socialista | Partido Socialista            | 60123      |
| 3   | Miguel Pinto Luz                         |         |                    | Aliança Democrática (PPD/PSD) | 52885      |
| 4   | João Paulo da Silva Graça                |         | CHEGA              | CHEGA                         | 32114      |
| 5   | Jorge Manuel do Nascimento Botelho       |         | Partido Socialista | Partido Socialista            | 30061,5    |
| 6   | Cristóvão Norte                          |         |                    | Aliança Democrática (PPD/PSD) | 26442,5    |
| 7   | Sandra Margarida de Melo Pereira Ribeiro |         | CHEGA              | CHEGA                         | 21409,3333 |
| 8   | Luís Miguel da Graça Nunes               |         | Partido Socialista | Partido Socialista            | 20041      |
| 9   | Ofélia Isabel Andrés da Conceição Ramos  |         |                    | Aliança Democrática (PPD/PSD) | 17628,3333 |